# Equipo de Copa Davis de Dinamarca
El Equipo danés de Copa Davis es el representativo de Dinamarca en la máxima competición internacional a nivel de naciones del tenis, y depende de la Federación de Tenis de Dinamarca.

## Plantel actual (2012)
- Frederik Nielsen
- Martin Pedersen
- Thomas Kromann
- Christoffer Kønigsfeldt